# بانو با گل رز
بانو با گل رز (انگلیسی: Lady with the Rose) یک نقاشی رنگ روغن از هنرمند آمریکایی، جان سینگر سارجنت می‌باشد، بانوی درون تصویر شارلوت لوئیس بورکهارت می‌باشد، تاریخ طراحی این اثر هنری به سال ۱۸۸۲ می‌باشد که امروزه در موزه متروپولیتن نیویورک قرار دارد.